# 愛心無國界311燭光晚會
愛心無國界311燭光晚會是香港演藝人協會等機構，因應2011年日本發生「311大地震」而舉辦的一場賑災活動，於2011年4月1日在香港銅鑼灣維多利亞公園舉行。

## 晚會籌備工作
因應2011年日本「311大地震」，香港演藝人協會於2011年3月24日在香港電台廣播大樓舉行記者招待會，宣布舉行該活動。晚會於當晚7時至10時香港銅鑼灣維多利亞公園舉行。晚會不設門票，會場將設有捐款箱讓觀眾捐款，但不設找贖。
時任香港演藝人協會榮譽會長曾志偉表示，今次地點選擇在維園的表演場地可容納25,000人，希望一邊是市民的燭光晚會，另一邊劃分區域給市民放花和蠟燭。曾志偉，表示晚會會以段落進行，希望給予受眾一些啟發和反思。是次活動所籌得款項在扣除必需開支後，將全數撥捐受國際性慈善組織「救世軍」，並轉交日本方面賑災。大會希望替災區提供約5萬至7萬5000個救災包，估計可援助5萬至8萬名災民。
大會在舉行記者招待會後，隨即安排過百名香港藝人進行錄音。主題曲名為《不要輸給心痛》（Succumb Not to Sorrow），分廣東話、普通話及日語三個版本；當中，日文歌詞源自日本詩人宮澤賢治所作的《無懼風雨》，歌頌日本人不怕艱難困境，以樂觀積極的態度微笑著生活。本節目中不會設有藝員獨唱時間，只會由多名藝員一同表演。
是次晚會之片段沒有版權，屬於公有領域，可任由大眾媒體播放。

## 捐款渠道
因應活動舉行，大會於香港上海滙豐銀行、中國銀行（香港）及東亞銀行共三家銀行開設捐款帳戶，帳戶名稱為「愛心無國界311燭光晚會」或「Artistes 311 Love Beyond Borders」。

## 媒體轉播
因應活動舉行及讓更多人參與賑災，以下的電子傳媒頻道就晚會作了現場直播：
| 所在地   | 收看方式   | 播出頻道/影音                                                                  | 播出日期     | 播出時間                    |
| -------- | ---------- | ------------------------------------------------------------------------------ | ------------ | --------------------------- |
| 香港     | 免費電視   | 無綫電視翡翠台                                                                 | 2011年4月1日 | 18:55-22:05，無廣告足本放送 |
| 香港     | 免費電視   | 無綫電視高清翡翠台                                                             | 2011年4月1日 | 18:55-22:05，無廣告足本放送 |
| 香港     | 免費電視   | TVB8                                                                           | 2011年4月1日 | 19:00-22:30                 |
| 香港     | 免費電視   | 無綫娛樂新聞台                                                                 | 2011年4月1日 | 18:45-22:05                 |
| 香港     | 免費電視   | 亞洲電視亞洲高清台                                                             | 2011年4月1日 | 18:55-22:00                 |
| 香港     | 收費電視   | 香港有線電視：63台                                                             | 2011年4月1日 |                             |
| 香港     | 收費電視   | 香港有線電視：hd202台                                                          | 2011年4月1日 | 19:00-22:00 全程直播        |
| 香港     | 收費電視   | 香港有線電視：CEN 持續跟進                                                     | 2011年4月1日 |                             |
| 香港     | 收費電視   | now寬頻電視：now100 香港台                                                     | 2011年4月1日 | 19:05-22:00                 |
| 香港     | 收費電視   | 香港寬頻bbTV：直播資訊台                                                       | 2011年4月1日 | 19:05-22:00                 |
| 香港     | 衛星電視   | 鳳凰衛視香港台                                                                 | 2011年4月1日 | 19:00-22:00                 |
| 香港     | 電台       | 香港電台第二台                                                                 | 2011年4月1日 | 19:00-23:00                 |
| 香港     | 電台       | 新城知訊台                                                                     | 2011年4月1日 | 19:00-22:30                 |
| 香港     | 電台       | 叱咤903                                                                        | 2011年4月1日 | 19:00-22:30                 |
| 香港     | 網上直播   | Hong Kong Toolbar                                                              | 2011年4月1日 |                             |
| 香港     | 網上直播   | 雅虎香港                                                                       | 2011年4月1日 |                             |
| 香港     | 網上直播   | 香港電台網上廣播站 rthk.hk                                                     | 2011年4月1日 |                             |
| 香港     | 網上直播   | MyTV                                                                           | 2011年4月1日 |                             |
| 澳門     | 電視       | 澳亞衛視                                                                       | 2011年4月1日 |                             |
| 中国大陆 | 電視       | 中国中央电视台：新闻频道、电影频道、综艺频道（现场个别环节直播，次日精选重播） | 2011年4月1日 |                             |
| 中国大陆 | 網上直播   | 腾讯网：网站、微博（视频直播）                                                 | 2011年4月1日 |                             |
| 中国大陆 | 網上直播   | 新浪网：网站、微博（视频直播）                                                 | 2011年4月1日 |                             |
| 台湾     | 電視       | 东森电视                                                                       | 2011年4月1日 |                             |
| 台湾     | 電視       | 中天綜合台                                                                     | 2011年4月1日 | 19:00-22:00                 |
| 台湾     | 電視       | TVBS歡樂台                                                                     | 2011年4月1日 |                             |
| 台湾     | 電視       | 八大电视                                                                       | 2011年4月1日 |                             |
| 台湾     | 電視       | 三立电视                                                                       | 2011年4月1日 |                             |
| 台湾     | 數位機上盒 | 壹電視綜合台                                                                   | 2011年4月1日 |                             |
| 馬來西亞 | 衛星電視   | Astro華麗台                                                                    | 2011年4月1日 | 19:00-22:00                 |
| 馬來西亞 | 衛星電視   | Astro On Demand                                                                | 2011年4月1日 |                             |
| 新加坡   | 收費電視   | TVBJ                                                                           | 2011年4月1日 |                             |
| 新加坡   | 收費電視   | mio TV Preview Channel                                                         | 2011年4月1日 |                             |
| 新加坡   | 收費電視   | 美亞電影台                                                                     | 2011年4月1日 |                             |
| 日本     | 電視       | 日本放送协会                                                                   | 2011年4月1日 |                             |
| 日本     | 電視       | TBS電視台                                                                      | 2011年4月1日 |                             |
| 日本     | 電視       | 朝日电视台                                                                     | 2011年4月1日 |                             |

## 外部連結
- 愛心無國界311燭光晚會晚會無綫電視網頁 （页面存档备份，存于）
- YouTube上的愛心無國界 311燭光晚會頻道